# David Stevens, Baron Stevens of Ludgate

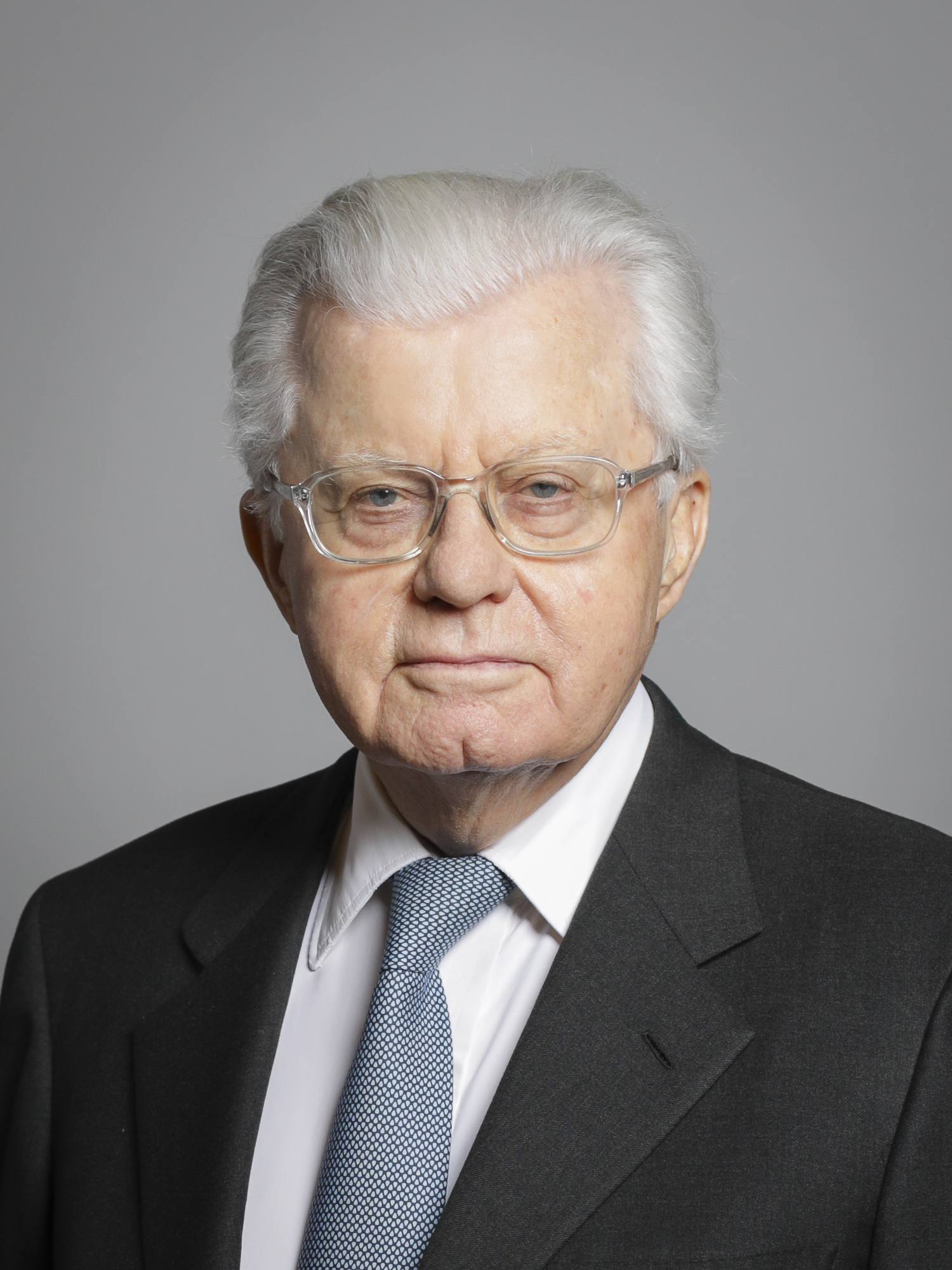
David Stevens, Baron Stevens of Ludgate

David Robert Stevens, Baron Stevens of Ludgate (* 26. Mai 1936) ist ein britischer Politiker der als Life Peer im britischen House of Lords sitzt. Seine Parteizugehörigkeit wird als unabhängig konservativ angegeben.

## Leben und Karriere
Stevens besuchte die Stowe School sowie das Sidney Sussex College in Cambridge. 1959 war er Auszubildender im Management bei Elliott Automation.
Bei Hill Samual Securities war er von 1959 bis 1968 als Direktor tätig. Seine berufliche Karriere setzte er von 1968 bis 1974 bei der Drayton Group fort, ebenfalls als Direktor. Zwei Jahre nach Ende der dortigen Amtszeit wurde er Vorsitzender (Chairman) von English & International. Dieses Amt bekleidete er bis 1979. Ebenfalls 1976 wurde Stevens Vorsitzender Drayton Far East (bis 1993) und der Alexander Proudfoot Holdings (bis 1995). Von 1979 bis 1993 war er Vorsitzender von Consolidated Venture. Von 1980 bis 1992 war er dies bei Drayton Consolidated. Stevens war Vorsitzender der MIM Britannia Ltd, zuvor Montagu Investment Management Ltd von 1980 bis 1993.
Er begann 1974 seine Arbeit als Direktor des United Newspapers und wurde 1981 deren langjähriger Vorsitzender bis 1999. Von 1984 bis 1986 war er Vorsitzender des Economic Development Committee for Civil Engineering, sowie von 1985 bis 1999 bei Express Newspapers. Bei INVESCO MIM, zuvor Britannia Arrow Holdings war er Vorsitzender von 1989 bis 1993, sowie zuvor bereits von 1987 bis 1989 stellvertretender Vorsitzender (Deputy Chairman). Von 1980 bis 1988 war Stevens Vorsitzender von Drayton Japan, sowie von 1989 bis 1995 bei Mid States.
1988 gründete er den Helicopter Emergency Rescue Service und war bis 1990 dessen Vorsitzender und Direktor. Außerdem war er Vorsitzender bei Oak Industries von 1989 bis 1996 und bei Premier Asset Management plc, sowie von 1998 bis 2002 bei PNC Tele.Com, zuvor Personal Number Co.

## Mitgliedschaft im House of Lords
Stevens wurde am 27. März 1987 zum Life Peer als Baron Stevens of Ludgate, of Ludgate in the City of London, ernannt. Seine offizielle Einführung ins House of Lords erfolgte am 31. März 1987 mit der Unterstützung von Geoffrey Russell, 4. Baron Ampthill und Edwin McAlpine, Baron McAlpine of Moffat. Seine Antrittsrede hielt er am 19. Februar 1988.
Als Themen von politischem Interesse nennt er auf der Website des Oberhauses die Europäische Union, sowie Steuer- und weitere finanzielle Angelegenheiten. Als Staaten von Interesse nennt er Frankreich, Italien und die USA.
Bis 2004 war er Mitglied der Conservative Party, er wurde aus der Partei ausgeschlossen, nachdem er einen Brief zur Unterstützung der UKIP unterschrieb. Er saß dann als unabhängiger Konservativer im House of Lords, bis er 2012 UKIP beitrat. 2018 verließ er UKIP und sitzt seither wieder als unabhängiger Konservativer.
Seine Anwesenheit bei Sitzungstagen ist unregelmäßig.

## Ehrungen
1991 wurde er Fellow des Sidney Sussex College. Seit 1993 ist Stevens Träger des Großkreuzes des Orden vom Kreuz des Südens.
1998 war er Schirmherr (Patron) von RCS.